# 格勒迪什泰亞鄉 (克勒拉希縣)

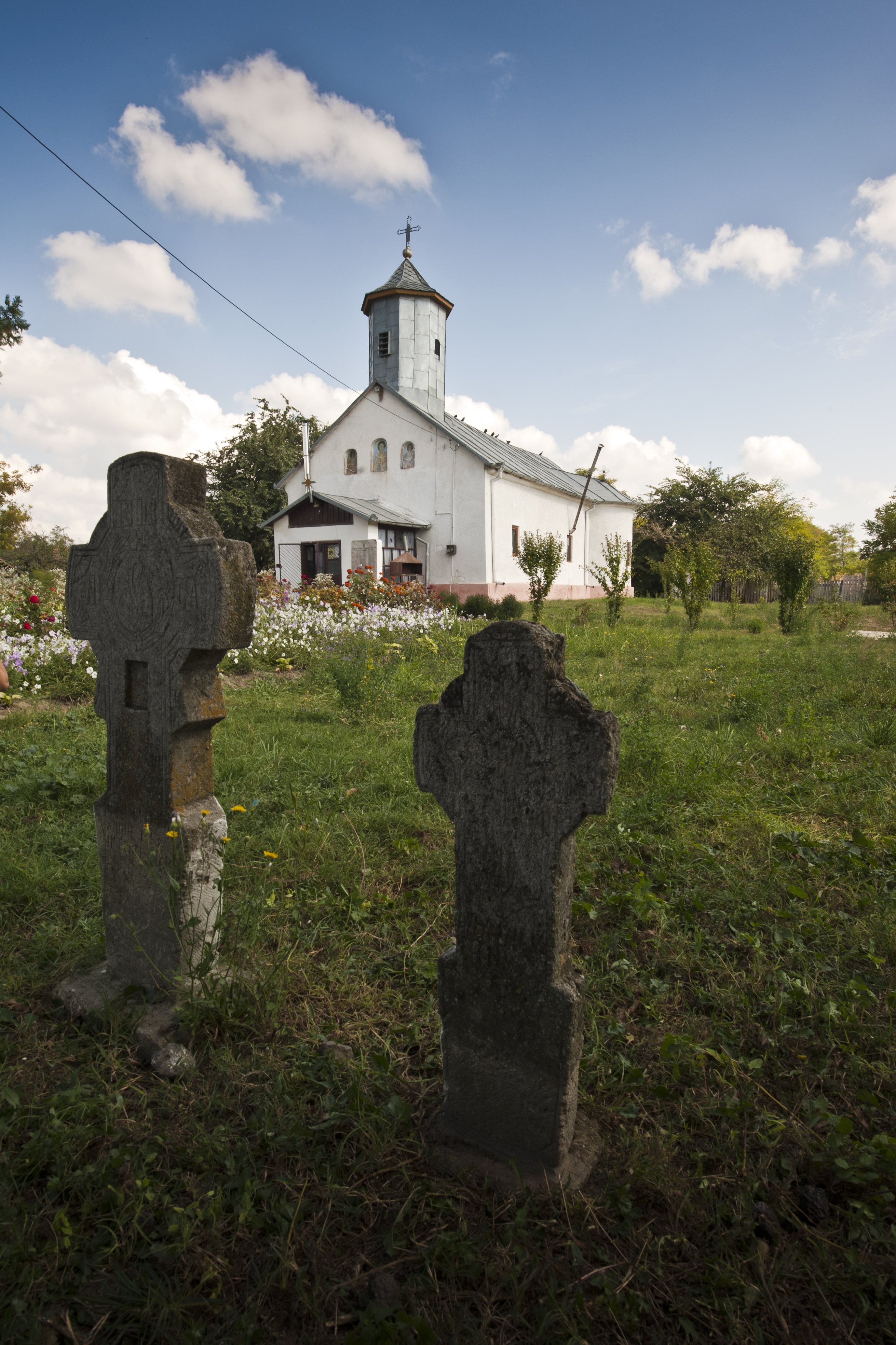

44°8′N 26°45′E / 44.133°N 26.750°E
格勒迪什泰亞鄉（羅馬尼亞語：Comuna Grădiștea, Călărași），是羅馬尼亞的鄉份，位於該國南部，由克勒拉希縣負責管轄，面積177平方公里，海拔高度17米，2007年人口4,731，人口密度每平方公里27人。